# Cheché Martín
José María Martín Rodríguez (La Coruña, 25 de abril de 1924-ibídem, 23 de junio de 2006) más conocido como Cheché Martín, fue un entrenador y jugador de fútbol español que jugó en la demarcación de defensa y mediocentro. También fue pintor, su otra gran pasión.

## Selección nacional
Jugó un partido con la selección de fútbol de España el 1 de junio de 1952 tras ser convocado por el seleccionador Ricardo Zamora para un partido amistoso contra Irlanda. El encuentro finalizó con un resultado de 6-0 a favor del combinado español tras los goles de Gerardo Coque, Piru Gaínza, César Rodríguez, José Luis Panizo, y un doblete de Estanislao Basora.

## Clubes

### Como futbolista
| Club                   | País    | Año         | Partidos | Goles |
| ---------------------- | ------- | ----------- | -------- | ----- |
| Angers SCO             | Francia | 1946 - 1948 | 2        | 0     |
| Deportivo de la Coruña | España  | 1948 - 1950 | 43       | 2     |
| FC Barcelona           | España  | 1950 - 1953 | 55       | 0     |
| Atlético de Madrid     | España  | 1953 - 1956 | 67       | 5     |
| Valencia CF            | España  | 1956 - 1958 | 19       | 1     |
| CA Monarcas Morelia    | México  | 1958 - 1959 |          |       |

### Como entrenador
| Club                   | País   | Año         |
| ---------------------- | ------ | ----------- |
| CA Monarcas Morelia    | México | 1959 - 1961 |
| Deportivo Toluca       | México | 1961 - 1963 |
| CA Monarcas Morelia    | México | 1963 - 1965 |
| CD Badajoz             | España | 1965 - 1966 |
| Real Murcia            | España | 1966 - 1968 |
| Deportivo de La Coruña | España | 1968 - 1970 |
| Real Zaragoza          | España | 1970        |
| Real Murcia            | España | 1971 - 1972 |
| Real Valladolid        | España | 1972 - 1973 |
| Terrassa FC            | España | 1973 - 1974 |
| Recreativo de Huelva   | España | 1974 - 1975 |
| Deportivo de La Coruña | España | 1976 - 1977 |

## Palmarés
FC Barcelona
- Copa del Rey (3): 1951, 1952, 1952–53
- Primera División de España (2): 1951–52, 1952–53
- Copa Latina (1): 1952
- Copa Eva Duarte (1): 1952–53